# 2002年委內瑞拉未遂政變
2002年委內瑞拉未遂政變是2002年4月11日发生的一起失败的政變。委内瑞拉总统烏戈·查維茲一度被赶下台，但他在47小时后又恢复权力。 
2002年初，查韦斯的支持率已降至30%左右， 當時查韦斯試圖绕过国民议会進行改革，但遭到許多人士的反對，反對派认为烏戈·查維茲越来越独裁。   還有多名军官要求烏戈·查維茲辞职。  當時每週都有示威和反示威活動。 
4月7日，烏戈·查維茲解雇了委内瑞拉石油公司总裁以及5名董事。  4月9日，委内瑞拉全国工会联合会（ Confederación de Trabajadores de Colombia ，CTV）不滿烏戈·查維茲的解僱行為，於是发起总罢工。 两天后，一百万委内瑞拉人在加拉加斯游行，他們呼籲烏戈·查維茲下台。  當天烏戈·查維茲的支持者和反對者爆發衝突，造成19人死亡。查韦斯於是下令实施阿维拉计划，根據該計劃，如果委內瑞拉发生政变，總統有權动员紧急部队保护总统府。  軍隊高层拒绝这一计划并要求他辞职。 烏戈·查維茲随后被军方逮捕。 烏戈·查維茲希望軍隊高層能讓他前往古巴避难，但遭到政變軍方拒絕，政變軍方表示烏戈·查維茲要在委内瑞拉法庭接受审判。 
委内瑞拉商会联合会（ Fedecámaras ）主席佩德罗·卡莫纳出任临时总统。之後委内瑞拉全国代表大会和委內瑞拉最高法院都被解散，委內瑞拉1999年宪法被宣布失效，佩德罗·卡莫纳表示會恢复1999年之前的两院制议会，而且當年12月會举行议会选举，而且他也不会参加未來的总统选举。  4月13日，佩德罗·卡莫纳试图廢除查韦斯所有的改革，但這遭到相當一部分人的反對，而部分反对派也拒绝支持佩德罗·卡莫纳。  烏戈·查維茲的支持者還包围了总统府，占领了电视台，要求烏戈·查維茲復職。 当晚，佩德罗·卡莫纳宣佈辞职。支持烏戈·查維茲的总统卫隊很快夺回了观花宫，並且讓烏戈·查維茲復出，繼續担任委內瑞拉总统。